# Liebulf
Liebulf (?- † després de 829 o 835) fou comte de Besiers i de Narbona (aquí successor d'Ademar). El seu origen és incert però en general se'l suposa de la Provença, fill d'un terratinent d'Arle de nom Gontrà, i hauria nascut a Arle o almenys a Provença on tenia un franc-alou, si bé amb ascendents de Septimània. El seu nom apareix a les fonts com Liebulf, Leibulf, Laibulf, Leybulf, Letibulf i Leyboux.

## Biografia
Liebulf d'Arle apareix al front d'un contingent en l'expedició de Lluís el Pietós contra Barcelona el 801, junt amb Sanç I Llop de Gascunya i Berà. El 812 fou convocat a Aquisgrà (12 d'abril) junt amb Berà, Gaucelm del Rosselló, Odiló de Girona i Besalú, Giscafred de Carcassona, Ermenguer d'Empúries, Ademar de Narbona i Erlí de Besiers, per respondre de les queixes d'un grup de nobles gots de la Septimània i Gòtia que al·legaven que se'ls imposaven tributs i càrregues injustes. Carlemany va donar la raó als demandants.
Apareix esmentat en un diploma de Lluís el Pietós del 25 d'abril del 814 en que se li encarrega posar en possessió de l'abadia d'Aniana una salina de nom Ad signa (Sijan?) al territori de Narbona. Als diplomes del 812 i 816 sobre els refugiats hispanii apareix un Liebulfus comes, que segurament era comte de Besiers. El 814 és qualificat de missus noster el que determinaria que no era comte de Narbona sinó missi dominici. Era en tot cas un personatge important que va ocupar successivament altes posicions; és qualificat pel rei de vir inluster. La seva ascensió a llocs de poder data dels últims anys del regnat de Carlemany (768 - 814) que li atorga molts dels seus títols; a la mort de Carlemany el seu poder encara va créixer més a Septimània. Segons Archibald R. Lewis el març del 817 Aquitània i la marca d'Hispània es van reorganitzar; Bigó de Tolosa fou substituït per Berenguer com a lloctinent de Pipí d'Aquitània, per posar orde al ducat de Gascunya; així es van delimitar noves fronteres per Aquitània que incloïen Gascunya, Pallars, Ribegorça, Urgell, Cerdanya, Besalú, Carcassona i Rasès; pel seu costat Septimània, amb els comtats marítims de Rosseló, Empúries, Girona, Ausona i Barcelona, foren posats sota dependència directe de Lluís el Pietós: Berà va controlar Girona, Barcelona i Ausona (Osona), Gaucelms els comtats d'Empúries i Roselló, i la resta dels comtats de Septimània haurien estat per a Liebulf, des de Narbona fins a Arle i Provença comtat que hauria rebut un temps després. Per un diploma de confirmació de les donacions als hispanii del 834 se sap que Liebulf es va apoderar per la força del domini de Fontjoncouse, cosa que no podia fer com a missi dominici ja que Lluís el Pietós no podia pensar a deposar el hispani Joan al que havia omplert de favors, i tampoc ho podia fer com a persona privada, per la qual cosa ho va haver de fer com a comte de Narbona. Així hauria estat comte (817-820) darrere d'Ademar de Narbona (comte vers 800-817) i el 820 hauria estat enviat a Provença i els comtats de Septimània haurien passat a Rampó o a altres comtes; la manca de documents que esmentin altres comtes o a Rampó com a comte en algun lloc de Septimània, fa més probable pensar que Liebulf va restar a Septimània fins al 828.
Al començament del segle IX a Provença era comte un tal Llop, que residia a Arle i té un nom gal·loromà com el del mateix Liebulf. De Manteyer diu que "el 824 fou reemplaçat per Liebulf fill de Gontrà i marit d'Odda, que era arlesià de naixement" i on posseïa ex rebus proprietas, un franc-alou al voltant de la ciutat. Tanmateix la seva família, segons l'historiador Jean-Pierre Poly, seria procedent amb molta probabilitat de Septimània. La data del 824, això no obstant, és discutida com ja hem vist i com que al darrere seu apareix als dominis septimans Bernat de Septimània, que no va rebre aquest territori fins al 828 (encara que era comte de Barcelona i altres comtats ja des del 826) el més probable és que Liebulf restés comte dels comtats septimans fins al 828 quan va rebre Provença.

### Un benefactor de l'Església
El 824, una carta datada del 7 de novembre menciona un intercanvi de terres amb Notó, l'arquebisbe d'Arle Aquest intercanvi fou confirmat el 3 de gener de 825 per l'emperador. Leibulf fou també un benefactor del monestir de Lérins, i segons Jean-Pierre Poly, seria el fundador de l'abadia Saint-André de la Cappe, sobre una illa del Roine més avall d'Arle. S'esmenta altre a Liebulf cop en un diploma de 20 de març de 825 i en un de 23 d'octubre de 837.

### la seva fi
La seva mort va esdevenir després del 16 de març de 829, data de la seva última donació al monestir de Saint-André de la Cappe. Va testar el mateix dia donant l'abadia de Saint-André que havia construït sobre l'illa de la Cappe, a l'abadia d'Aniana a la que ja havia fet altres donacions entre 816 i 820, confirmades pel rei Lluís el Pietós. Segons alguns, aquesta devoció es devia als orígens meridionals del comte i explicaria diverses donacions, consentides entre 816 i 820, pel rei Lluís I el Pietós; aquestes donacions eren sobre béns arlesians (Saint-Martin, Mornas Massatia ...) No havent pogut ser setes més que amb l'acord del comte.
Bernat de Septimània va rebre els seus honores a Septimània.
Leibulf podia estar viu fins vers el 835 quan apareix un suposat comte de Provença de nom Miló de Provença i quan per lluitar contra els pirates l'emperador Lluís el Pietós va reagrupar el conjunt dels comtats provençals sota l'autoritat d'un duc no esmentat residint a Arle, que potser era Leibulf. En tot cas havia de ser mort el 841 quan ja consta com a comte Guerí de Provença. Un comes Liebulf de Provença o Arle esmentat el 843/844 seria un missi dominici que presidia un placitum, ja que sembla poc probable que en aquesta data, fos encara en vida. El seu successor a Provença no se sap del cert, ja que apareixen esmentats Miló, Guerí i Audibert, però el primer sembla que només fou comte d'una part i el darrer era comte de Marsella.

## Descendència
Estava casat amb Oda o Odda (Odette) i pel testament del 16 de març del 829 el matrimoni donava una certa quantitat de béns al monestir de Lérins i al d'Aniana entre els quals els béns bescanviats amb l'església d'Arle el 825.
No se li coneix descendència certa però un descendent podria ser el bisbe Guigó de Girona, d'origen noble, ex clergue d'Arle abans de ser nomenat a la seu de Girona, que apareix cedint en estranyes condicions cap a 922/923 a la catedral d'Arle, entre altres alous, l'abadia de Saint-André de la Cappe. Aquest Guigó apareix com un legitimista en el conflicte que va oposar poc de temps abans l'antiga noblesa amb els borgonyons.